# Varasdhegy
Varasdhegy (horvátul Varaždin Breg) falu Horvátországban, Varasd megyében. Közigazgatásilag  
Gornji Kneginechez tartozik.

## Fekvése
Varasdtól 9 km-re délre, községközpontjától Gornji Kneginectől 3 km-re délkeletre fekszik.

## Története
Amint azt a neve is mutatja egykor Varasd szabad királyi városának szőlőhegye volt. Ennek megfelelően sok tehetős varasdi család épített itt kúriát, vagy villát magának. Területe a régészeti leletek tanúsága szerint már a kőkorszakban lakott volt. 1960-ban a halastó építése során a korai kőkorszakból származó kőeszközöket és bronzkori használati tárgyakat találtak. Banjščina nevű településrészén az i. e. 1. századból származó ezüstpénz lelet került elő. 
1857-ben 705, 1900-ban 835 lakosa volt. Egykor közigazgatásilag is Varasd része volt, 1992-óta tartozik Gornji Kneginec községhez. 2001-ben a falunak 469 háza és 1448 lakosa volt.

## Nevezetességei
- A halići településrészen Banjšćina és Dugi Vrh között található az 1870-ben épített Szentháromság-kápolna.
- Dugi Vrhnél egy útkereszteződésben áll a Fájdalmas Szűzanya szobra, melyet a köznyelv Szent Jánosnak nevez.
- A falu területén levő szőlőhegyen több nemesi család kúriája áll. A Mali Vrh területén álló Horvát-kúria 150 éves, a vele szemben álló egykori Hercezi-villa 300 éve épült. A Grims-kúria a 19. század elején épült amikor még a Bombelles család tuéajdona volt. Alagsorában az 1823-as évszám van felírva. A birtokon egy felújított vincellérház is áll. A Kettig-kúria 1880-ban épült. A Valenteković-kúria is több mint százéves épület, a közelében hatalmas platánfa nőtt. A bajnščinai részen található a 19. század „Moj mir” villa szintén a Valenteković grófoké volt.
- Banjščina településrészen, a Varasd - Varasdfürdő út mentén fekvő Bauerbreg nevű helyen, egy dombos, szőlőtermő területen található egy 1784-ben épített kút. A kutat II. József császár parancsára, katonai célokra olasz Zirzon család építette. 280 m tengerszint feletti magasságban helyezkedik el. A kút mélysége 137 méter, a vízoszlop magassága 80 m. A kút fa szerkezetű, nyeregtetős, cseréppel borított.[3]

## Külső hivatkozások
- A község hivatalos oldala Archiválva 2010. szeptember 18-i dátummal a Wayback Machine-ben